# Aeschynomene cristata
Aeschynomene cristata är en ärtväxtart som beskrevs av Wilhelm Vatke. Aeschynomene cristata ingår i släktet Aeschynomene och familjen ärtväxter.

## Underarter
Arten delas in i följande underarter:
- A. c. cristata
- A. c. pubescens